# Arrows A22
La Arrows A22 è una vettura di Formula 1, la ventottesima dell'omonimo team, impiegata nel corso della stagione 2001.

## Progetto
Disegnata da Mike Coughlan e Eghbal Hamidy, la A22 era costruita con una monoscocca in fibra di carbonio e risultava essere una monoposto anticonvenzionale rispetto a quelle schierate dagli altri costruttori per via di diverse soluzioni tecniche adottate, ma scontava importanti problemi di affidabilità..

## Piloti
Inizialmente era prevista la riconferma di entrambi i piloti della stagione precedente, ovvero Pedro de la Rosa e Jos Verstappen, tuttavia in Gennaio il pilota iberico venne appiedato dopo che il suo sponsor, la Repsol, annunciò che non intendeva continuare a versare nelle casse del team i 16 milioni di dollari dell'annata precedente, riducendo alla metà il suo apporto. Al suo posto venne quindi ingaggiato il debuttante brasiliano Enrique Bernoldi, supportato economicamente dalla Red Bull; poco prima dell'inizio della stagione, si unì alla squadra anche Johnny Herbert, come test driver.

## Preparazione della stagione
Per la stagione 2001 Tom Walkinshaw, patron della Arrows, si ritrovò a far fronte a diversi cambiamenti. Anzitutto il direttore sportivo Steve Nielsen passò alla Benetton, andando a ricoprire il medesimo ruolo, mentre Eghbal Hamidy, progettista della squadra, a febbraio andò alla Jordan. Per sostituirlo Walkinshaw contattò inizialmente Gary Anderson, licenziato dalla Jaguar, ma di fronte al rifiuto di quest'ultimo vennero assunti Sergio Rinland, in uscita dalla Sauber, e Nicolò Petrucci per lo sviluppo dell'aerodinamica. Sul fronte delle assunzioni vi fu anche quella di Michael-Alan Ainsley Cowlishaw, nel ruolo di coordinatore tecnico. Per l'inizio stagione la squadra arrivò, dunque, a contare un organico di 168 unità. Il team completò anche l'acquisto della galleria del vento DERA a Bedford, considerata tra le più evolute d'Europa.
I problemi più rilevanti, però, arrivarono dal ridotto budget a disposizione della scuderia., che avrebbero limitato lo sviluppo della vettura.

## Presentazione
Sebbene già dal 1º febbraio fosse stata completata la creazione delle vetture, la presentazione ufficiale avvenne solamente un mese dopo, il 1º marzo, sul circuito Albert Park, a Melbourne. Walkinshaw si dichiarò moderatamente ottimista sulla stagione, affermando che vi era la possibilità di un miglioramento rispetto a quanto visto l'anno precedente. Dello stesso tenore anche le dichiarazioni di Mike Coughlan, mentre Verstappen si dimostrò cauto nel suo giudizio, pur riconoscendo la presenza di buone indicazioni durante i test invernali.

### Livrea
Nonostante nelle prime uscite stagionali la Arrows avesse adottato una livrea completamente nera e quasi priva di sponsor, in occasione della presentazione ufficiale vennero confermati i colori arancione e nero, già utilizzati nella stagione precedente. Le eventuali modifiche riguardarono, più che altro, gli sponsor presenti, vista la dipartita della Repsol, sostituita dalla Red Bull.

## Sviluppo
La Arrows A22 si presentava come un'evoluzione della monoposto precedente, nonostante alcune differenze tecniche dovute, in maggior parte, alle nuove regole imposte dalla Fia in materia di crash test.  Il progetto venne portato avanti sotto la guida di Mike Coughlan, in collaborazione con Eghbal Hamidy, addetto alla cura dell'aerodinamica. Il tecnico iraniano venne poi sostituito a febbraio, dopo il suo passaggio alla Jordan, da Nicolò Petrucci a cui durante la stagione fu affiancato Sergio Rinland, in uscita dalla Sauber.
Nel complesso la vettura, pur mostrando alcuni sprazzi di competitività, pagò soprattutto l'elevata inaffidabilità, con quindici ritiri in diciassette gare, e alcune soluzioni particolarmente azzardate, tra cui il fatto di avere il serbatoio meno capiente in assoluto di tutto il mondiale e un passo estremamente corto. Inoltre, come sottolineato dal collaudatore Herbert la vettura mancava di carico aerodinamico, soprattutto all'avantreno e ogni volta che si tentavano modifiche nella parte anteriore sorgevano problemi al retrotreno.

### Motore
Col ritorno ufficiale della Renault in F1 come partner della Benetton e il conseguente ritiro della Supertec, la Arrows per il 2001 dovette cercare una nuova motorizzazione e la scelta cadde sui V10 forniti gratuitamente dalla Asiatech: il propulsore, denominato Asiatech 001, era in realtà il Peugeot A20 utilizzato nel 2000 dalla Prost e presentava una potenza di 780 CV, un regime di rotazione di 16.500 giri al minuto ed un peso di 110 kg. Per ovviare ai problemi di affidabilità registrati l'anno precedente, dovuti alla scarsa tenuta dei basamenti e delle testate, lo sviluppo venne affidato al centro Peugeot-Sport di Vélizy-Villacoublay, diretto da Enrique Scalabroni.
All'inizio del campionato la squadra fu costretta a montare grandi radiatori per non compromettere l'affidabilità del propulsore, poi leggermente ridotti durante la stagione, portando la temperatura massima a 120 gradi. Inoltre i consumi di benzina si dimostrarono molto elevati, compromettendo, di fatto, la decisione della squadra di utilizzare un serbatoio poco capiente. Durante l'anno vennero eseguite più di quaranta modifiche, a causa di vari imprevisti, e questo impedì al team e alla Asiatech di effettuare prove adeguate per lo sviluppo del motore.

### Sospensioni
Per quel che riguarda le sospensioni la novità più importante per il team fu l'abbandono dello schema pull road, utilizzato nel 2000, per tornare al più tradizionale push rod nella parte anteriore. Questo cambiamento fu dovuto al fatto che la A21, in certe occasioni, aveva evidenziato problemi di stabilità e si era rivelata difficile da guidare, ragion per cui i tecnici optarono per il ritorno al vecchio schema. Le sospensioni posteriori, invece, non subirono nessuna rilevante modifica.
Prima dell'inizio della stagione, all'interno della scuderia, era sorta l'idea di predisporre due soluzioni da applicare alla nuova monoposto, una con il sistema pull rod e l'altra con il push rod, da intercambiare a seconda del tipo di circuito, ma venne poi accantonata per la difficoltà nel realizzarla e nell'adattarla alle eventuali evoluzioni della monoposto.

### Aerodinamica
Rispetto alla A21, la A22 si caratterizzava per una forma delle fiancate diversa, più lunghe ed alte che le conferivano un aspetto massiccio.

## Carriera agonistica

### I test
Il primo esemplare di Arrows A22, con livrea completamente nera, fece il suo esordio il 1º febbraio 2001, compiendo pochi giri sul circuito di Silverstone con Jos Verstappen, prima che il pilota olandese fosse costretto a rientrare ai box a causa del fumo che usciva dal retrotreno della monoposto. Il problema era dovuto ad uno scarico del motore che toccava la carrozzeria.
Il 7 febbraio la scuderia si spostò all'Estoril e, nel primo giorno di prove, Enrique Bernoldi fece segnare il miglior tempo, staccando nettamente sia il compagno di squadra che Jean Alesi e Giancarlo Fisichella. In totale i due piloti della Arrows compirono quasi cento giri. I test sul tracciato portoghese, che in origine dovevano prolungarsi fino al 14, vennero interrotti il 9 febbraio a causa delle avverse condizioni climatiche e ripresero il 10 a Valencia, in cui venne portato sia un esemplare della nuova vettura che una A21 ibrida con cui i due piloti si invertirono alla guida. Sul circuito spagnolo erano impegnate anche le McLaren e le Jaguar. Proprio Mika Häkkinen, nel primo giorno di test, girò su tempi velocissimi staccando le altre scuderie di oltre un secondo.
Le prove in Spagna durarono fino al 14 febbraio, dopodiché la Arrows si spostò a Silverstone il 19, concludendo le sue sessioni di test.

## La stagione

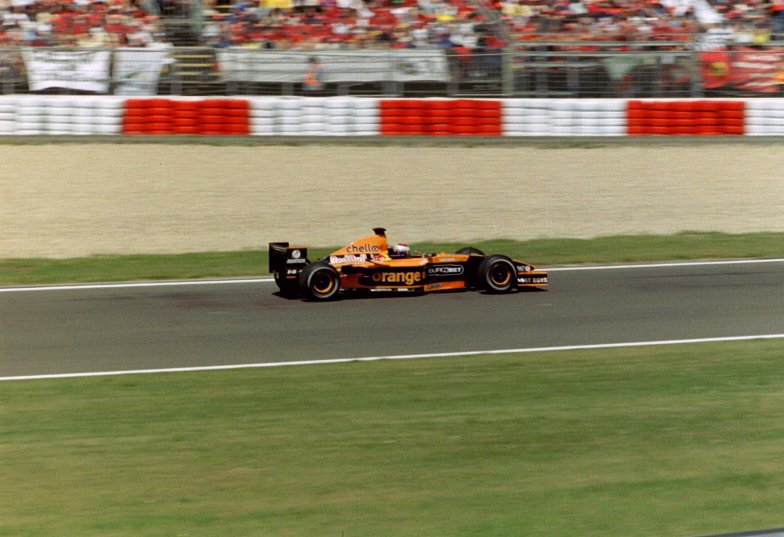
Verstappen impegnato al Gran Premio d'Europa 2001, concluso con un ritiro

Fin dall'inizio della stagione, la A22 dimostrò di essere decisamente più lenta in qualifica rispetto alla A21, oltre a registrare numerosi ritiri per guasti; tuttavia nella fase iniziale del campionato il team ebbe anche diversi exploit: in Malesia infatti, nei primi giri, Verstappen approfittò dell'ingresso della Safety Car (a causa della forte pioggia) per guadagnare la 3ª posizione, che mantenne per circa 10 giri, dopodiché rimase a lungo in zona punti lottando contro avversari ben più veloci quali la McLaren di Mika Häkkinen e la Williams di Ralf Schumacher, concludendo però solo 7°; in Austria l'olandese raccolse l'unico punto della stagione arrivando 6º dopo un'ottima gara in cui era riuscito a tenere dietro la McLaren di David Coulthard per 22 giri, ritrovandosi perfino a viaggiare brevemente in zona podio; a Montecarlo Bernoldi fu tra i protagonisti della giornata, riuscendo a resistere agli attacchi dello stesso Coulthard per ben 35 giri; in Canada poi Verstappen rimase per quasi tutta la gara in zona punti ritirando si però a 4 giri dal termine, per un guasto ai freni, mentre era 6°.
Da questo momento però, a fronte di un'affidabilità leggermente migliorata, le prestazioni della vettura subirono un brusco calo, con i due piloti spesso confinati nelle retrovie; in Belgio entrambe le monoposto non riuscirono addirittura a rientrare nel 107% del tempo della pole, ma vennero comunque ammesse alla corsa.
La stagione si concluse con un misero 10º posto in classifica con 1 solo punto conquistato, davanti solo alla Minardi. 

### Risultati completi
| Anno | Vettura | Motore        | Gomme | Piloti       |     |     |     |     |     |     |   |     |     |     |    |   |     |    |     |     |    |  |  |  |  |  |  |  | Punti | Pos. |
| ---- | ------- | ------------- | ----- | ------------ | --- | --- | --- | --- | --- | --- | - | --- | --- | --- | -- | - | --- | -- | --- | --- | -- |  |  |  |  |  |  |  | ----- | ---- |
| 2001 | A22     | Asiatech A001 | B     | J.Verstappen | 10  | 7   | Rit | Rit | 12  | 6   | 8 | 10  | Rit | 13  | 10 | 9 | 12  | 10 | Rit | Rit | 15 |  |  |  |  |  |  |  | 1     | 10º  |
| 2001 | A22     | Asiatech A001 | B     | Bernoldi     | Rit | Rit | Rit | 10  | Rit | Rit | 9 | Rit | Rit | Rit | 14 | 8 | Rit | 12 | Rit | 13  | 14 |  |  |  |  |  |  |  | 1     | 10º  |

| Legenda | 1º posto     | 2º posto | 3º posto    | A punti         | Senza punti/Non class.  | Grassetto – Pole position Corsivo – Giro più veloce |
| Legenda | Squalificato | Ritirato | Non partito | Non qualificato | Solo prove/Terzo pilota | Grassetto – Pole position Corsivo – Giro più veloce |

## La A22 nei media
- In ambito videoludico, la A22 compare nel simulatore di guida Formula One 2001[16].
- E nel simulatore di guida del 2002 grand prix 4 nel quale si poteva trovare la stagione di f1 del 2001